# 東京都立赤城台高等学校
東京都立赤城台高等学校（とうきょうとりつ あかぎだいこうとうがっこう）は、かつて東京都新宿区山吹町に存在した普通科の都立高等学校。

## 概要
1942年に設立され、1950年に都立赤城台高校の名称になり新宿区山吹町（早稲田大学のすぐそば）に移設した。1991年に廃校となるが、最後の2年間は目黒区駒場に移転していた。現在は学校跡地に単位制の東京都立新宿山吹高等学校が存在する。

## 国際高等学校との関係
赤城台は校舎が古く、1970年代から建替や移転等の検討・協議が在校生・PTAやOBらで断続的に繰り返されていて、都にも陳情を行っていた。
上記とは別の動きで、1980年代に国際学科の高校の新設の検討が東京都の中で進められており、東京教育大学の駒場跡地に国際高等学校（当時、仮称）として新設される事が決定した。この時点で、赤城台と国際にはなんら関係性はなかった。
赤城台の各種陳情の中には、教育大学跡地に移転して校舎を新築する案（署名提出や陳情の一方的な形）もあったが、国際高校の新設が決まった事で、この選択肢の実現可能性がなくなった。この結果、赤城台高校は廃校する事が濃厚になった。
これを受けて赤城台存続を模索する側は、新設する国際高校に「発展的承継」させるという案を新たに陳情した。
東京都は赤城台が国際高校に承継されるという事を認めず、当然あらゆる公的資料にそのような記録は一切ないが、新設される校舎に赤城台高校の最後の2年間は移転同居する事を東京都議会の本会議での議事の中で認めた。
同居の2年間は、文化祭、体育祭、部活動などを合同開催し、また、新築校舎の施設の一部に赤城台所縁の名称を用いる等、赤城台の歴史や文化が引き継がれる実態は存在した。
しかし、校舎には2校の名称が別々に掲げられていたり、都への部活動の登録は別々の学校として取り扱われるなど、上記のような実態はあれど公的には一切承継されていない形が徹底されていた。なお、部活動は部員数不足により公式戦への参加ができないケースもあり、国際高校の初期は体育系チーム競技は大変苦労をした。中には野球部のように廃部するケースも見られた。
上記のように、公式的には廃校と新設であって承継ではなく「赤城台の後継が国際」というのは事実ではない。一方で実態としては体育祭・文化祭や一部名称に歴史と文化が引き継がれた事実もある。

## 沿革
- 1942年（昭和17年） - 前身である東京府立第二十高等女学校が開校。
- 1943年（昭和18年） - 東京都立第二十高等女学校と改称。
- 1948年（昭和23年） - 校名を生徒より募集し、赤城台と決定。東京都立赤城台新制高等学校と改称。
- 1950年（昭和25年） - 東京都立赤城台高等学校と改称。山吹町校舎（山吹校舎）に移転。11月1日、校舎竣工式創立記念日と定める。
- 1952年（昭和27年） - 同窓会の名称を桜陽会と決定。
- 1989年（平成元年） - 赤城台山吹町校舎移転式。
- 1991年（平成3年） - 最後の卒業式（43回）、廃校となる。

## 交通
山吹校舎（現：東京都立新宿山吹高等学校校舎）
- 営団有楽町線江戸川橋駅から徒歩10分
- 営団東西線早稲田駅・神楽坂駅から各徒歩10分

## かつて存在した同窓会
- 桜陽会 - 赤城台高校卒業生全体の同窓会。原則として毎年5月最終日曜日に卒業生全体を対象にした総会が開催されていた。2018年3月解散。

## 著名な出身者
- 新田一郎 (ミュージシャン)
- 谷昌樹(俳優・声優)
- したらじゅん子

## 証明書の発行
旧東京都立赤城台高等学校の証明書は東京都立国際高等学校で発行される。東京都立新宿山吹高等学校は当校跡地に新設されただけであり、当校とは直接的な関係は無いため、証明書の発行などは行っていない。